# Kobato.
Kobato. (こばと。) é um mangá/anime Seinen criado pela CLAMP que estreou na Sunday GX em 2005 mas passou para a revista Newtype em 2006.

## Enredo
Hanato Kobato é uma jovem misteriosa que veio a Terra após uma guerra entre o mundo celestial, o mundo da fantasia, e o mundo inferior. O que causou um grande problema. Ela vem com uma missão, curar o coração das pessoas que cruzam o seu caminho e encher uma garrafa com esses corações feridos. Apenas quando essa garrafa estiver cheia é que ela poderá alcançar o seu desejo, no caso, ela deseja ir a algum lugar. Para isso ela conta com a ajuda de Ioryogi, um pequeno cachorro azul que parece um cachorro de pelúcia.
Nessa jornada ela conhece Fujimoto, um rapaz fechado e rude no inicio, mas com o tempo percebe-se uma aproximação de ambos e durante toda a história é visivel o cuidado dele por Kobato.
Fujimoto, trabalha e é irmão de criação de Sayaka, a dona de uma creche que está prestes a ser fechada por causa das muitas dividas pendentes, e onde Kobato começa a ajudar.
No decorrer da história muitos mistérios vão sendo revelados e pouco a pouco o passado desconhecido de Kobato vem a tona.

## Personagens
- Kobato Hanato - Uma menina feliz, inocente, esforçada e muito atrapalhada. Ela tem o sonho de ir para um lugar com a pessoa que ela mais ama, e para realiza-lo precisa cumprir sua missão de encher uma garrafinha especial com "corações machucados das pessoas", ou Kompeitous(Confeitos) como ela e Ioryogi dizem.

- Ioryogi - O companheiro de Kobato que tem forma de um cachorro de pelúcia azul com uma coleira vermelha. É mal-humorado e muitas vezes cruel, mas se mostra um bom amigo. Ele sempre acaba brigando com Kobato, mas mesmo assim ele ainda gosta muito dela, aliás, ele é seu Guardião. No final de cada dia antes de dormir, ele dá notas de como Kobato se saiu naquele dia escrevendo a nota em sua bochecha.

- Kiyokazu Fujimoto - Um jovem estudante de advocacia, sarcástico, fechado e ocupado que trabalha na mesma creche de Kobato e também é seu vizinho. É irmão de criação de Sayaka. Trabalha em vários empregos temporários para tentar pagar as dívidas da creche Yomogi.

- Sayaka Okiura - É a professora da Creche Yomogi onde Kobato e Kiyokazu trabalham. É a melhor amiga de Chitose desde a Infância.

- Chitose Mihara - Uma mulher generosa, que doou o apartamento para Kobato. Ela é a mãe das gêmeas Chise e Chiho.

- Chiho Mihara E Chise Mihara - As filhas gêmeas de Mihara. Assim como Mihara, são personagens de Chobits(Freya e Chi/Elda, em Kobato são meninas normais.

- Okiura - Um cobrador de dívidas. Sayaka tem algumas dívidas da creche Yomogi com ele.

- Ginsei - Uma criatura prateada que usa um tapa-olho. Ioryogi é o seu criador. O nome Ginsei pode ser traduzido como "Olhos Prateados".

- Hiroyasu Ueda - O dono do "Chiroru Bakery".

- Takashi Doumoto - Um Jovem estudante amigo de Fujimoto. Muito simpático, tem vários amigos e gosta de ajudar as pessoas.